# Джозеф Коні
Джозеф Коні (англ. Joseph Kony; нар. 1961) — ватажок Армії опору Господа, який прагне створити в Уганді теократичну державу, засновану на Біблії та десяти заповідях. Очолив повстання проти угандійського уряду 1987 року. Деякий час був сподвижником своєї двоюрідної сестри — угандійської цілительки Еліс Лаквена, але після її розгрому оголосив себе втіленням Святого Духа. Місцева народна чутка приписує йому унікальну здатність зупиняти кулі. Міжнародним кримінальним судом визнаний винним у військових злочинах, видано ордер на його арешт.

## Біографія
Народився 18 вересня 1961 року в невеликому селі на півночі Уганди у родині шкільного вчителя та проповідника католицької церкви Луїса Обол (Luizi Obol) та місцевої мешканки Нори Анек Отін (Norah Anek Oting). Він став наймолодшою дитиною у багатодітній родині, крім нього були ще шість братів та сестри. Належить до народності Ачолі, яка становить 5 % від загального населення Уганди. Деякий час прислуговував у церкві батька. Після того як кинув школу, разом зі старшим братом Джеймі Броу (Jamie Brow) був учнем сільського лікаря. Його старша сестра Габріелла Лакота (Gabriela Lakot) продовжує проживати в Одеку.

## Kony 2012
На початку березня 2012 року компанія Invisible Children Inc випустила 30-хвилинний фільм «Kony 2012», присвячений Джозефу Коні. Фільм критикували за недостовірне висвітлення фактів.